# 1662年の奉納画
『女子修道院長カトリーヌ＝アニェス・アルノーと修道女カトリーヌ・ド・サント＝シュザンヌ・ド・シャンパーニュ』（じょししゅうどういんちょうカトリーヌ＝アニェス・アルノーとしゅうどうじょカトリーヌ・ド・サント＝シュザンヌ・ド・シャンパーニュ、仏: La Mère Catherine-Agnès Arnaul et la sœur Catherine de Sainte Suzanne de Champaigne、英: Mother Catherine-Agnès Arnauld and Sister Catherine de Sainte Suzanne Champaigne）、いわゆる『1662年の奉納画』（せんろっぴゃくろくじゅうにねんのほうのうが、仏: Ex-Voto de 1662、英: Ex-Voto de 1662）は、フランドル出身でフランスに帰化した17世紀の画家フィリップ・ド・シャンパーニュが1662年にキャンバス上に油彩で制作した絵画である。ポール・ロワイヤル修道院で、1662年1月6日、シャンパーニュの娘に起きた奇跡に感謝するために同修道院に寄進された。作品はフランス革命中の1793年に接収されて以来、パリのルーヴル美術館に所蔵されている。

## 作品
光線が女子修道院長アニェス・アルノーを照らしている。彼女は、修道女カトリーヌ・ド・サント＝シュザンヌ・ド・シャンパーニュのためのノベナ (信心業) の9日目にカトリーヌの治癒という願いを叶えられた。画面で座って祈っているカトリーヌは、画家シャンパーニュの唯一の生存していた娘 (もう1人の娘は別の修道院で死去した) で、26歳の時に倒れ、ずっと右半身が麻痺する病気に罹っていた。それまで、祈りも医療 (飲み薬、入浴、病者の塗油、30回の血抜き) も役には立たなかった。ところが、女子修道院長のノベナの後に、カトリーヌはすぐに歩き始め、次第に動けるようになった。もはや病気は存在しないかのようであった。
この絵画は、シャンパーニュの娘の治癒に対する感謝の表明である。絵画が描く奇跡はまた、フランス王ルイ14世の治世に異端とされ、聖職者や世俗権力の迫害の対象であったヤンセン主義の大義への希望を象徴している。晩年のシャンパーニュはポール・ロワイヤル修道院のヤンセン主義者に傾倒するようになった。彼らはコルネリウス・ヤンセンに従い、聖アウグスティヌスの神学を再主張したが、イエズス会とは対立していた。『アウグスティヌス』に記される5つの提起を非難する書類に署名しなかったことで、ヤンセン主義たちは秘蹟を認められず、ポール・ロワイヤル修道院に幽閉されたが、修道院は最終的に破壊された。

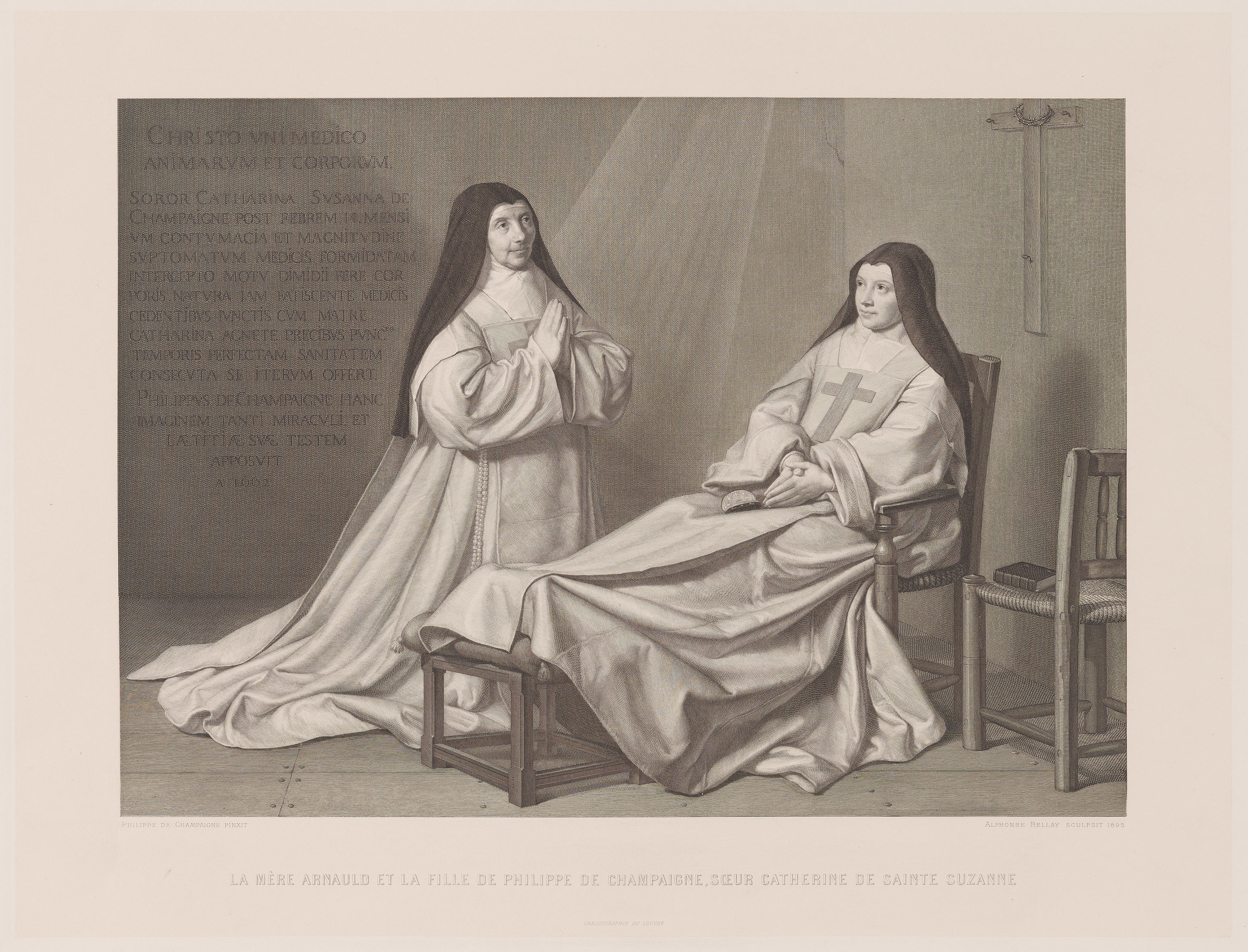
フィリップ・ド・シャンパーニュにもとづくシャルル・ポール・アルフォンス・ベレのエングレービング『修道女カトリーヌ＝アニェス・アルノーと、フィリップ・ド・シャンパーニュの娘カトリーヌ・ド・シュザンヌ修道女』 (1662年)

晩年のシャンパーニュの作品は禁欲的なヤンセン主義の影響を受けて、世俗的な華やかさを避け、簡素で厳しく、宗教的敬虔さのただよう画風となっていった。本作は奇跡を描いているといっても、余分な装飾性や物語性はなく、ただ2人の修道女が祈りを捧げているだけである。画家は淡々とした静けさの中に深い魂の世界を表現している。
シャンパーニュの娘カトリーヌは、藁の椅子に身体を伸ばしている。膝の上には開いた聖遺物箱を載せているが、その聖遺物は修道院が所有していた荊冠で、彼女はその力で回復したのである。カトリーヌの足元にはクッションが置かれており、右側の椅子には時祷書が見える。2人の修道女は綿密に描かれており、彼女たちに生気を与え、限られた色彩と場の「鋭角的な簡素さ」から際立たせる「彫刻的な」形態を持っている (ラン、1990年)。人物像が画面を支配しており、作品に記念碑的特質を与えている。質感、重量、布地の襞などは非常な細部描写で表されており、シャンパーニュの生地フランドルでの修行を明らかにしている。
治癒自体よりも、修道院長アニェスが希望に満たされる瞬間を描くというシャンパーニュの選択は、娘のカトリーヌではなく修道院長が光に照らされているということから明らかである。光は「起きていることの結果として何が起きるか」を示唆する「時系列的な緊張」を生んでいる。
画面の左側の壁にはラテン語の銘文が記されているが、本文も文字もシャンパーニュの手になるものではなく、彼の甥のジャン＝バティスト・ド・シャンパーニュ (Jean-Batptiste de Champaigne) の手になる。
CHRISTO VNI MEDICO

ANIMARVM ET CORPORVM

SOROR CATHARINA SVSANNA DE

CHAMPAIGNE POST FEBREM 14 MENSI

(C)VM CONTVMACIA ET MAGNITVDINE

SYMPTOMATVM MEDICIS FORMIDATAM

INTERCEPTO MOTV DIMIDII FERE COR

PORIS NATVRA IAM FATISCENTE MEDICIS

CEDENTIBVS IVNCTIS CVM MATRE

CATHARINA AGNETE PRECIBVS PVNCTO

TEMPORIS PERFECTAM SANITATEM 

CONSECVTA SE ITERVM OFFERT.

PHILIPPVS DE CHAMPAIGNE HANC

IMAGINEM TANTI MIRACVLI ET

LAETITIAE SVAE TESTEM 

APPOSVIT

AO 1662
イエス・キリストに向けられた銘文に記されている内容は以下のものである。修道女カトリーヌは14ヵ月の間、高熱に苦しみ、身体が麻痺してしまった。彼女は修道院長アニェスとともに祈り、彼女の健康は回復し、ふたたびキリストに身を捧げることになった。シャンパーニュは、この奇跡の証左として、そして自身の喜びを表すためにこの絵画を奉納する。